# Geoffrey Keynes
Sir Geoffrey Langdon Keynes (ˈkeɪnz; Cambridge, 25 marzo 1887 – Cambridge, 5 luglio 1982) è stato un medico, chirurgo e scrittore inglese.

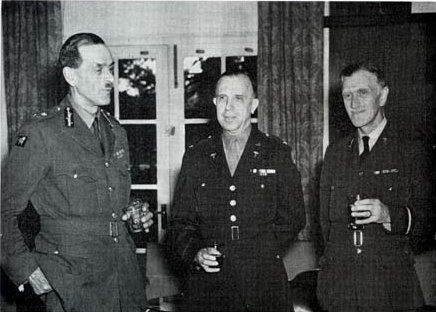
Una fotografia del periodo della Seconda Guerra Mondiale che mostra Keynes (a destra) con i chirurghi Max Page (a sinistra) e il Col. Oramel H. Stanley.

Iniziò la sua carriera come medico nella prima guerra mondiale, prima di diventare medico presso il St Bartholomew's Hospital a Londra, dove fece notevoli innovazioni nel campo della trasfusione di sangue e della chirurgia del cancro al seno. Keynes era anche uno studioso editoriale e bibliografo di letteratura inglese e storia della medicina inglese, concentrandosi principalmente su William Blake e William Harvey.

## Biografia

### Primi anni e formazione
Geoffrey Keynes nacque il 25 marzo 1887 a Cambridge, in Inghilterra. Suo padre era John Neville Keynes, professore di economia all'Università di Cambridge e sua madre era Florence Ada Brown, autrice di successo e riformatrice sociale. Geoffrey Keynes era il terzo figlio, dopo suo fratello maggiore, il famoso economista John Maynard Keynes e sua sorella Margaret, che sposò il fisiologo Archibald Hill, vincitore del premio Nobel.
Studiò alla Rugby School, dove diventò amico del poeta inglese Rupert Brooke. Nel 1915 fu nominato esecutore letterario per la proprietà di Brooke.
Si laureò al Pembroke College di Cambridge, dove conseguì una laurea di primo livello nel Tripos di Scienze Naturali. Successivamente fu nominato membro onorario del Pembroke College. Keynes si classificò quindi per una borsa di studio per diventare chirurgo presso il Royal College of Surgeons di Londra.

### Prima e seconda guerra mondiale
Keynes ritardò la sua educazione medica per prestare servizio nella prima guerra mondiale, dove prestò servizio come tenente presso il Royal Army Medical Corps e poi lavorò come consulente chirurgo, diventando un esperto nella trasfusione sanguigna. La sua esperienza nella prima guerra mondiale lo portò a pubblicare Blood Transfusion, il primo libro sull'argomento scritto da un autore britannico. Keynes fondò anche il London Blood Transfusion Service con P. L. Oliver. Alexander Bogdanov acquistò una copia di questo libro mentre era in visita a Londra per negoziare l'accordo commerciale anglo-sovietico nel 1922. Bogdanov continuò fondando l'Institute for Haemotology and Blood Transfusions a Mosca.
Keynes fu profondamente colpito dalla brutalità e dalla quantità di sangue di cui era stato testimone sul campo, che potrebbe aver influenzato la sua antipatia per la chirurgia radicale più avanti nella sua carriera.
Keynes si arruolò come chirurgo consulente presso la Royal Air Force allo scoppio della seconda guerra mondiale. Nel 1944 fu promosso al grado operativo di vice maresciallo dell'aria.

### Carriera medica
Keynes, al ritorno dalla prima guerra mondiale, iniziò a lavorare a tempo pieno al St Bartholomew's Hospital di Londra, dove lavorò sotto George Gask e Sir Thomas Peel Dunhill. Keynes usò la sua influenza come assistente chirurgo per sostenere gli interventi chirurgici limitati invece della più invasiva mastectomia radicale. Frustrato dal tasso di mortalità e dalla raccapricciante mastectomia radicale, Keynes sperimentò l'inserimento di 50 milligrammi di radio nel tumore di un paziente. In seguito osservò che "L'ulcera guarì rapidamente... e l'intera massa divenne più piccola, più morbida e meno fissa".
Keynes perseguì la sua nuova idea attraverso una serie di studi, osservando l'efficacia di un'iniezione di cloruro di radio nei tumori del carcinoma mammario rispetto all'efficacia della mastectomia radicale. I risultati promettenti di questi studi portarono Keynes ad essere cautamente ottimista, scrivendo nel 1927 che "l'estensione di [un']operazione oltre una rimozione locale potrebbe talvolta non essere necessaria".
Le prospettive di Keynes erano considerate una rottura radicale con l'opinione diffusa dei medici dell'epoca. Keynes scrisse nella sua autobiografia che il suo lavoro con il radio "era considerato con un certo interesse dai chirurghi americani", ma che il concetto di mastectomia limitata non riuscì a ottenere una trazione significativa nella comunità medica dell'epoca. I suoi dubbi sulla mastectomia radicale furono rivendicati circa 50 anni dopo, quando innovatori come Bernard Fisher ed altri rivisitarono i suoi dati e perseguirono quella che divenne nota come lumpectomia. Gli interventi chirurgici limitati, come la lumpectomia, accompagnati da radiazioni sono ora il trattamento standard per il cancro al seno.
Keynes fu anche un pioniere nel trattamento della miastenia gravis. Proprio come con il cancro al seno, la comunità medica sapeva poco su come trattare la malattia in quel momento. Keynes aprì la strada alla rimozione del ghiandola timo, che è ora il trattamento standard per la miastenia grave.
Nel 1955 Keynes ricevette un titolo di cavaliere per i servizi alla medicina.

### Lavoro in letteratura
Keynes ha mantenuto per tutta la vita un interesse appassionato per la letteratura inglese e ha dedicato gran parte del suo tempo a una borsa di studio letteraria e alla scienza della bibliografia. Era un'autorità indiscussa nell'opera letteraria e artistica di William Blake. Ha anche realizzato biografie e bibliografie di scrittori inglesi come Sir Thomas Browne, John Evelyn, Siegfried Sassoon, John Donne e Jane Austen. È stato anche un pioniere nella storia della scienza, con studi su John Ray, William Harvey e Robert Hooke. La sua biografia The Life of William Harvey è stata insignita del James Tait Black Memorial Prize del 1966. Keynes era anche un collezionista di libri, con una biblioteca personale contenente circa quattromila opere.
La sua autobiografia The Gates of Memory fu pubblicata nel 1981 e lui morì l'anno seguente, all'età di 95 anni. The Gates of Memory comprende aneddoti sui numerosi scontri di Keynes e le amicizie con altri personaggi pubblici famosi. Ad esempio, Keynes andava spesso in arrampicata con George Mallory, il famoso alpinista britannico; una volta eseguì anche un trattamento salvavita su Virginia Woolf dopo che l'autrice in erba aveva esagerato con le pillole.

## Vita privata
Il 12 maggio 1917 Keynes sposò Margaret Elizabeth Darwin, figlia di Sir George Darwin e nipote di Charles Darwin. Ebbero una figlia e quattro figli:
- Harriet Frances Keynes (1918-1918)
- Richard Darwin Keynes (1919-2010)
- Quentin George Keynes (1921-2003)
- William Milo Keynes (1924-2009)
- Stephen John Keynes (1927-2017)

Keynes dedicò la sua vita al suo lavoro ed era anche socievole con i suoi molti amici. Era orgoglioso di non essere mai stato ubriaco ed era conosciuto dalla maggior parte come un uomo affabile e ben educato.

## Eredità
I contributi di Keynes influenzarono profondamente i campi della chirurgia e della letteratura inglese. Ha aperto la strada a un intervento chirurgico limitato al cancro al seno accompagnato da radiazioni, una strategia che ha resistito alla prova del tempo. Il suo lavoro su William Blake "è stato determinante per affermare Blake come una figura centrale nella storia dell'arte e della letteratura inglese".
Una biblioteca delle sue opere accademiche, note e corrispondenze è detenuta dall'Università di Cambridge.

## Opere
- A Bibliography of Dr. John Donne (1914, 1932, 1958, 1973)
- A Bibliography of William Blake (The Grolier Club, New York, 1921)
- Blood Transfusion (H. Frowde, London, 1922)
- A Bibliography of Sir Thomas Browne (Cambridge, 1924, 1968)
- William Pickering, Publisher: A Memoir and a Hand-List of his Editions (The Fleuron, 1924)
- Jane Austen: a Bibliography (Nonesuch Press, 1929)
- Selected Essays of William Hazlitt 1778 : 1830 (Nonesuch Press, 1930)
- The Works of Sir Thomas Browne (Faber & Gwyer / Faber & Faber 1928-1931 [6 volumes], 1964 [4 volumes])
- The Note-Book of William Blake (Nonesuch Press, 1935)
- John Evelyn: a Study in Bibliophily & a Bibliography of his Writings (Cambridge, 1937)
- The Faber Gallery Series: Blake (Faber and Faber, 1945)
- The Poetical Works of Rupert Brooke (Faber & Faber, 1946)
- William Blake, 1757-1827 (1947)
- Poetry and Prose of William Blake (Nonesuch Press, 1948)
- The Portraiture of William Harvey (The Thomas Vicary Lecture 1948) (Royal College of Surgeons, 1949)
- The Personality of William Harvey (Cambridge University Press: 1949)
- William Blake's Engravings, edited with an introduction (Faber and Faber, (1950)
- The Tempera Paintings of William Blake (1951)
- The Apologie and Treatise of Ambroise Containing the Voyages Made Into Divers Places with Many of His Writings Upon Surgery (1951)
- Samuel Butler's Note-Books, selections (1951) with Brian Hill
- Poems of Rupert Brooke (1954)
- A Bibliography of Rupert Brooke (The Soho Bibliographies, No.4) (Rupert Hart-Davis, 1954)
- The Letters of William Blake (Rupert Hart-Davis, 1956, 1968)
- Harvey Though John Aubrey's Eyes (1958)
- A Bibliography of Dr. Robert Hooke (1960)
- Essays in Biography 1961 by J. M. Keynes, editor
- Dr. Timothie Bright 1550—1615. A Survey of his Life with a Bibliography of his Writings (1962)
- A Study of the Illuminated Books of William Blake: Poet, Printer, Prophet (1964)
- An Exhibition of the Illuminated Books of William Blake: Poet — Printer — Prophet (1964) with Lessing J. Rosenwald
- On Editing Blake (1964)
- Blake. The Masters 6 (1965)
- Blake: Complete Writings with Variant Readings, editor, Oxford University Press, 1966 (UK-Paperback, Revised). ISBN 0192810502
- William Blake. Songs of Innocence and of Experience, editor, with Introduction and Commentary. London: Oxford University Press (1967)
- Henry James in Cambridge (1967)
- Sir Thomas Browne, Selected Writings (1968)
- The Letters of Rupert Brooke (1968)
- William Blake Engraver (1969)
- William Pickering, Publisher: A Memoir and a Check-List of his Publications (London, Galahad Press, 1969; New York, Burt Franklin, 1969)
- Drawings of William Blake: 92 Pencil Studies. Selection, Introduction and Commentary, Dover Publications, Inc., New York, 1970 ISBN 0-486-22303-5
- A Bibliography of Sir William Petty F.R.S. and of 'Observations on the Bills of Mortality' by John Graunt F.R.S. Oxford : Clarendon Press (1971)[16]
- William Blake's Water-Colours Illustrating the Poems of Thomas Gray (1972)
- Deaths Duell by John Donne (Godine, 1973)
- The Marriage of Heaven and Hell (Oxford University Press, 1975)
- A Bibliography of Henry King D.D., Bishop of Chichester (Douglas Cleverdon, 1977)
- The Gates of Memory (1981) Keynes, Geoffrey and Davidson, Peter (Eds.)
- A Watch of Nightingales (Stourton Press, 1981)